# Călugăreni (okręg Konstanca)
Călugăreni  – wieś w Rumunii, w okręgu Konstanca, w gminie Pantelimon. W 2011 roku liczyła 63 mieszkańców.